# Liste der Baudenkmäler in Lisberg
Auf dieser Seite sind die Baudenkmäler in der oberfränkischen Gemeinde Lisberg zusammengestellt. Diese Tabelle ist eine Teilliste der Liste der Baudenkmäler in Bayern. Grundlage ist die Bayerische Denkmalliste, die auf Basis des Bayerischen Denkmalschutzgesetzes vom 1. Oktober 1973 erstmals erstellt wurde und seither durch das Bayerische Landesamt für Denkmalpflege geführt wird. Die folgenden Angaben ersetzen nicht die rechtsverbindliche Auskunft der Denkmalschutzbehörde.
 Die Liste gibt den Fortschreibungsstand vom 21. Januar 2023 wieder und enthält 15 Baudenkmäler.

## Baudenkmäler nach Gemeindeteilen

### Lisberg
| Lage                                             | Objekt                                 | Beschreibung | Akten-Nr.     | Bild                                   |
| ------------------------------------------------ | -------------------------------------- | --- | ------------- | -------------------------------------- |
| Burg 1 (Standort)                                | Burganlage                             | mit Vor- und Hauptburg, im Kern spätromanisch, jeweils über einen Halsgraben mit Torhaus erschlossen; Hauptburg mit Ringmauer und Bergfried, 2. Hälfte 13. Jh.; im Südosten, im Nordosten und im Westen gotische Kemenaten, Nordost- u. Westkemenate nach 1610 zum heutigen dreigeschossigen Nordtrakt mit Satteldach und hofseitigem Treppenturm zusammengefasst | D-4-71-154-1  | weitere Bilder                         |
| Burg 2 (Standort)                                | Wohn- und Wirtschaftsgebäude           | Wohn- und Ökonomiegebäude des 16. bis 19. Jhs., im 20. Jh. stark verändert. | D-4-71-154-1  | weitere Bilder                         |
| Burg 1 (Standort)                                | Bergfried                              | Runder Bergfried, 13. Jahrhundert, um 1800 verändert | D-4-71-154-1  | weitere Bilder                         |
| Burg 1 (Standort)                                | Torhaus                                | inneres Torhaus, zweigeschossig mit Treppengiebel, um 1540 | D-4-71-154-1  | weitere Bilder                         |
| Burg 1 (Standort)                                | Südostkemenate                         | zweigeschossig mit Satteldach, im 19. Jh. durch Rückbau stark verändert, südwestliche Ringmauer mit Resten abgegangener Wohnbauten; mit Ausstattung | D-4-71-154-1  | BW                                     |
| Burg 2 (Standort)                                | Vorburg                                | Vorburg mit Rundturm und Torbau bezeichnet „1521“ | D-4-71-154-1  | weitere Bilder                         |
| Burg 3 (Standort)                                | Katholische Pfarrkirche St. Trinitas   | Saalbau mit Satteldach, viergeschossiger Chorturm mit Spitzhelm, 1719, neuromanische Erweiterung nach Westen und Süden 1866; mit Ausstattung | D-4-71-154-7  | weitere Bilder                         |
| Burgberg 7 (Standort)                            | Brauerei Bayer                         | Zweigeschossiger Satteldachbau, massiv und verputzt, erste Hälfte 18. Jahrhundert, verändert und erweitert Mitte 19. Jahrhundert | D-4-71-154-2  | weitere Bilder                         |
| Burgberg 10 (Standort)                           | Ehemaliges Verwalterhaus               | Eingeschossiger Mansardwalmdachbau mit genuteten Ecklisenen, Ende 18. Jahrhundert | D-4-71-154-3  | weitere Bilder                         |
| Conrad-Wagner-Weg 1 (Standort)                   | Ehemaliges Verwalterhaus               | Eingeschossiger Mansardhalbwalmdachbau auf geschosshohem Keller, Mitte 18. Jahrhundert | D-4-71-154-6  | weitere Bilder                         |
| Hauptstraße 14 (Standort)                        | Wohnhaus                               | Sogenanntes Tropfhaus, eingeschossiger, giebelständiger Satteldachbau, um 1800 | D-4-71-154-15 | Wohnhaus                               |
| Kasernstraße 2 (Standort)                        | Ehemaliges Verwalterhaus               | Zweigeschossiger Mansardwalmdachbau, genutete Ecklisenen, bezeichnet „1746“ | D-4-71-154-4  | weitere Bilder                         |
| Kaulberg 11 (Standort)                           | Tropfhaus, Händler- und Handwerkerhaus | Eingeschossiger Mansardhalbwalmdachbau, um 1700/Mitte 18. Jahrhundert | D-4-71-154-5  | Tropfhaus, Händler- und Handwerkerhaus |
| Nähe Am Pfaffenberg (Standort)                   | Friedhofskapelle                       | Giebeldach mit Ziegeln, mit barocker Muttergottes, neugotisch | D-4-71-154-8  | weitere Bilder                         |
| Zimmermannsplatz, außerhalb des Ortes (Standort) | Jüdischer Friedhof                     | Bis 1739 angelegt, mit Denkmälern ab 1800 und Resten eines Leichenwaschhauses | D-4-71-154-9  | weitere Bilder                         |

### Trabelsdorf
| Lage                           | Objekt                                            | Beschreibung | Akten-Nr.     | Bild           |
| ------------------------------ | ------------------------------------------------- | --- | ------------- | -------------- |
| Am Schloss 1 (Standort)        | Bauernhaus                                        | Zweigeschossiger Walmdachbau, Obergeschoss Fachwerk, Anfang 19. Jahrhundert. Der linke Teil des sogenannten Mückhauses diente immer als Wohnhaus, zunächst für den Pächter des Schlossguts, dann den jeweilige Besitzern. Im rechten Teil war vor 1800 die Holz- und Fässerhalle der Brauerei untergebracht. Nach Um- bzw. Neubauten von 1804 bis 1810 befand sich hier die Gastwirtschaft des Ortes (mit Kegelbahn), 1855 wurde in diesem Teil eine Schmiedewerkstätte eingerichtet. Nach der Aufteilung des Rittergutes 1936 wurde das gesamte Haus als Bauernhaus genutzt. Mit der Sanierung des Gebäudes 1997 ist die historische Teilung wieder hergestellt. | D-4-71-154-10 | weitere Bilder |
| Am Schloss 3 (Standort)        | Bauernhaus                                        | Zweigeschossiger Walmdachbau, Fachwerk, zweite Hälfte 18. Jahrhundert, Süd- und Westfassade verändert | D-4-71-154-11 | weitere Bilder |
| Am Schloss 6 (Standort)        | Ehemaliges Schloss                                | Dreigeschossiger Satteldachbau mit zwei Ecktürmen und Stufengiebeln, ein Strebepfeiler, um 1600 | D-4-71-154-12 | weitere Bilder |
| Am Schloss 10 (Standort)       | Evangelisch-lutherische Pfarrkirche Sankt Michael | Saalbau, Satteldach mit Giebelreiter, bezeichnet 1737, neubarock verändert; mit Ausstattung | D-4-71-154-13 | weitere Bilder |
| Von-Münster-Platz 1 (Standort) | Pfarrhaus                                         | Zweigeschossiger Mansardwalmdachbau. Mitte des 18. Jahrhunderts außerhalb des Schlossguts als Gerichts- und Verwaltungsgebäude zur Administration erbaut, 1812 bis 1830 erstmals als Pfarrhaus genutzt. Laut Grundsteuerkataster 1848 Amtshaus des Schlossguts. Ab 1875 nach Verkauf des Schlossguts wieder Pfarrhaus. | D-4-71-154-14 | weitere Bilder |